# Pattinaggio di velocità ai IX Giochi asiatici invernali - 1500 metri maschile
La gara dei 1500m maschili si è svolta l'8 febbraio 2025 allo Heilongjiang Winter Sports Training Center di Harbin, in Cina.

## Risultati
| Rank | Pair | Atleta                 | Tempo   | Note |
| ---- | ---- | ---------------------- | ------- | ---- |
| 1    | 8    | Ning Zhongyan          | 1:45.85 | GR   |
| 2    | 9    | Kazuya Yamada          | 1:47.55 |      |
| 3    | 10   | Ryota Kojima           | 1:48.47 |      |
| 4    | 8    | Chung Jae-won          | 1:48.58 |      |
| 5    | 7    | Liu Hanbin             | 1:48.99 |      |
| 6    | 7    | Oh Hyun-min            | 1:49.26 |      |
| 7    | 10   | Kotaro Kasahara        | 1:50.29 |      |
| 8    | 4    | Nuraly Akzhol          | 1:50.98 |      |
| 9    | 6    | Demyan Gavrilov        | 1:51.08 |      |
| 10   | 4    | Roman Binazarov        | 1:51.20 |      |
| 11   | 5    | Sun Chuanyi            | 1:51.24 |      |
| 12   | 6    | Tai Wei-lin            | 1:51.30 |      |
| 13   | 5    | Yang Ho-jun            | 1:51.37 |      |
| 14   | 9    | Masaya Yamada          | 1:52.65 |      |
| 15   | 3    | Bakdaulet Sagatov      | 1:52.72 |      |
| 16   | 3    | Chandra Mouli Danda    | 2:02.41 |      |
| 17   | 1    | Amitesh Mishra         | 2:02.71 |      |
| 18   | 2    | Vishwaraj Jadeja       | 2:05.80 |      |
| 19   | 2    | Srivatsa Srikantha Rao | 2:06.60 |      |